# Winter Rose (gruppo musicale)
I Winter Rose sono stati un gruppo hair metal canadese attivo nella seconda metà degli anni ottanta, conosciuti soprattutto come primo gruppo di James LaBrie, futuro cantante dei Dream Theater. Durante la loro attività hanno realizzato un unico album dal titolo omonimo nel 1989, ripubblicato otto anni dopo in edizione rimasterizzata dalla Inside Out Music.

## Storia del gruppo
Prima dell'arrivo di James LaBrie, i Winter Rose erano inizialmente conosciuti con i nomi Hope e Sebastian. Quest'ultimo è il nome di battesimo dell'allora cantante Sebastian Bach, successivamente divenuto noto come il frontman degli Skid Row. Proprio una demo del brano Saved by Love, registrata dai Sebastian, spinse gli Skid Row ad assumere Bach.
Dopo la partenza di Bach, il chitarrista e bassista dei Sebastian, Richard Chycki, assunse come nuovo cantante James LaBrie ed insieme decisero di cambiare il nome del gruppo in Winter Rose. Insieme al batterista Randy Cooke, nel 1989 registrarono e pubblicarono il primo ed unico album, dal titolo omonimo. Inizialmente sconosciuti, i Winter Rose hanno acquistato maggiore popolarità a partire dalla metà degli anni novanta, quando LaBrie ha ottenuto maggiore successo a livello mondiale con i Dream Theater, i quali lo chiamarono a sostituire il loro cantante Charlie Dominici nel 1991. Questo successo ha spinto i vecchi componenti del gruppo a ripubblicare l'album nel 1997.
Dopo i Winter Rose Richard Chycki ha messo da parte la carriera da musicista e si è dedicato principalmente a quella di ingegnere del suono, produttore, e responsabile del missaggio. Ha lavorato per conto di diversi artisti di fama mondiale: fra le altre, spiccano le collaborazioni con i Rush, con gli Aerosmith, con Mick Jagger, con Pink, con lo stesso James LaBrie e anche con i Dream Theater, con i quali recentemente ha lavorato al missaggio del dodicesimo album Dream Theater.

## Formazione
Ultima
- James LaBrie – voce (1989–1991)
- Richard Chycki – chitarra, basso (1988–1991)
- Randy Cooke – batteria (1988–1991)

Ex-componenti
- Sebastian Bach – voce (1988)

## Discografia
- 1989 – Winter Rose